# BMW X3 (G01)
La BMW X3 (noms interne G01 pour le modèle de base, G08 pour l’iX3 et F97 pour le X3 M) est un véhicule utilitaire sportif du constructeur automobile allemand BMW et il est le successeur du deuxième X3 (F25). La deuxième génération du BMW X4 (G02) est techniquement basée sur le G01.

## Histoire
Le nouveau X3 a été présenté le 26 juin 2017 à l'usine BMW de Spartanburg. La version cinq places a été présentée en première publique au Salon de l'automobile de Francfort-sur-le-Main en septembre 2017. Le véhicule est arrivé chez les concessionnaires le 11 novembre 2017 à un prix commençant à 44 000 euros.
Alpina a présenté la deuxième génération du XD3, qui est basé sur le G01, à moteur Diesel au 88e Salon international de l'automobile de Genève en mars 2018.
Au Salon de l'automobile de Pékin en avril 2018, BMW a présenté pour la première fois l'iX3, une version électrifiée du véhicule, en tant que concept car. BMW a présenté le modèle de production avec la désignation interne G08 en juillet 2020. Les différents sons associés aux modes de conduite ont été conçus par le compositeur de films Hans Zimmer. L'iX3 est exclusivement produit en Chine par BMW Brilliance Automotive et sera commercialisé en Europe début 2021.
Depuis avril 2018, le G01 est également fabriqué à Shenyang, en Chine, et à Rosslyn, en Afrique du Sud.
Le X3 M (F97) et le modèle Competition basé sur celui-ci sont disponibles depuis septembre 2019. Officiellement, ils ont été présentés au public au Salon international de l'automobile de Genève de la même année. Ces véhicules ont le moteur S58 avec deux turbocompresseurs simples, qui n'utilise que dix pour cent des pièces de la variante de base, le moteur B58.
Une version rénovée du SUV a été dévoilée le 9 juin 2021. Il a été mis en vente en août 2021. L'iX3 a également été revu malgré son lancement sur le marché quelques mois plus tôt. Le modèle relifté, qui est en production depuis septembre 2021, dispose désormais d'un écran plus grand et d'une finition M-Sport standard, entre autres,,.

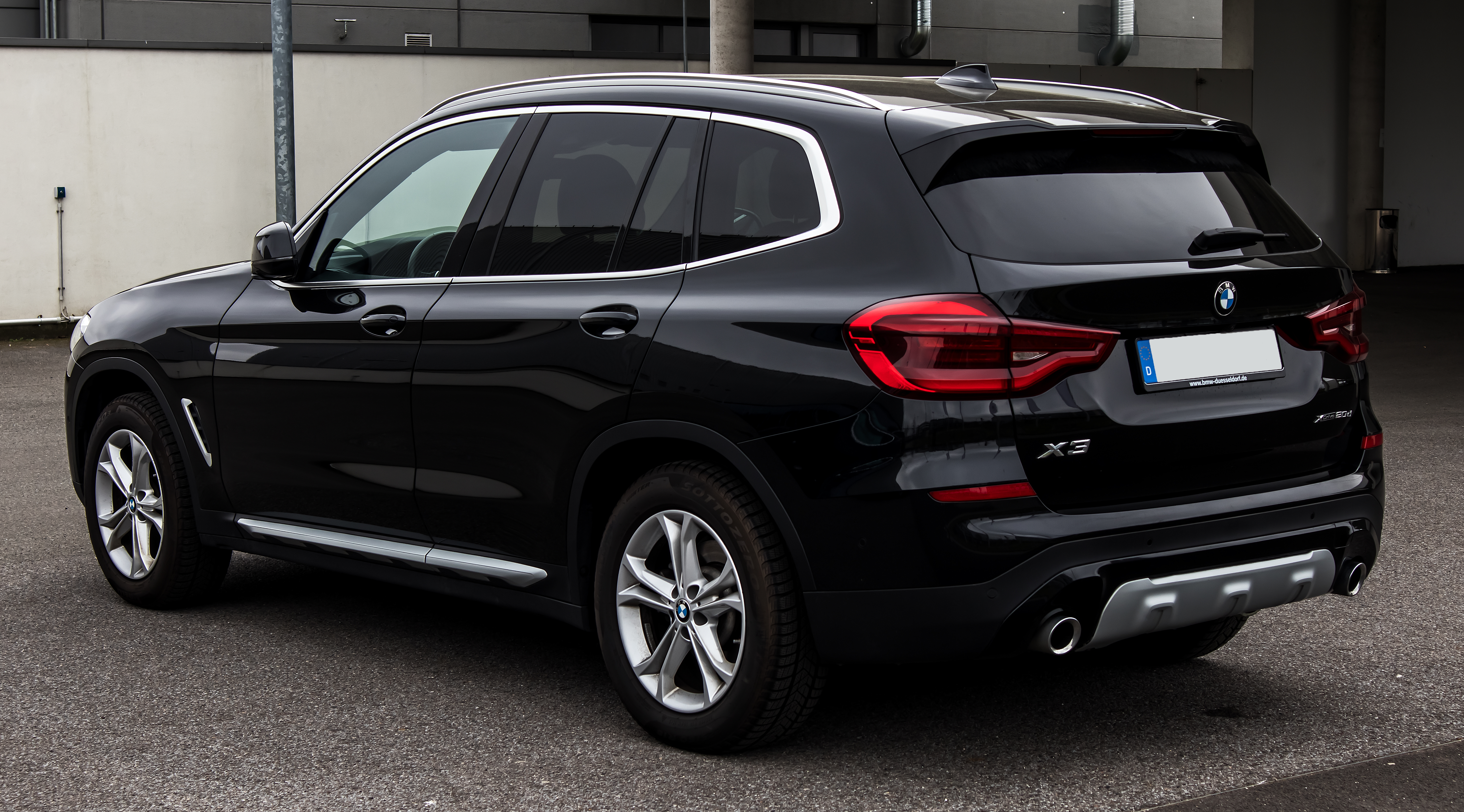
Vue arrière
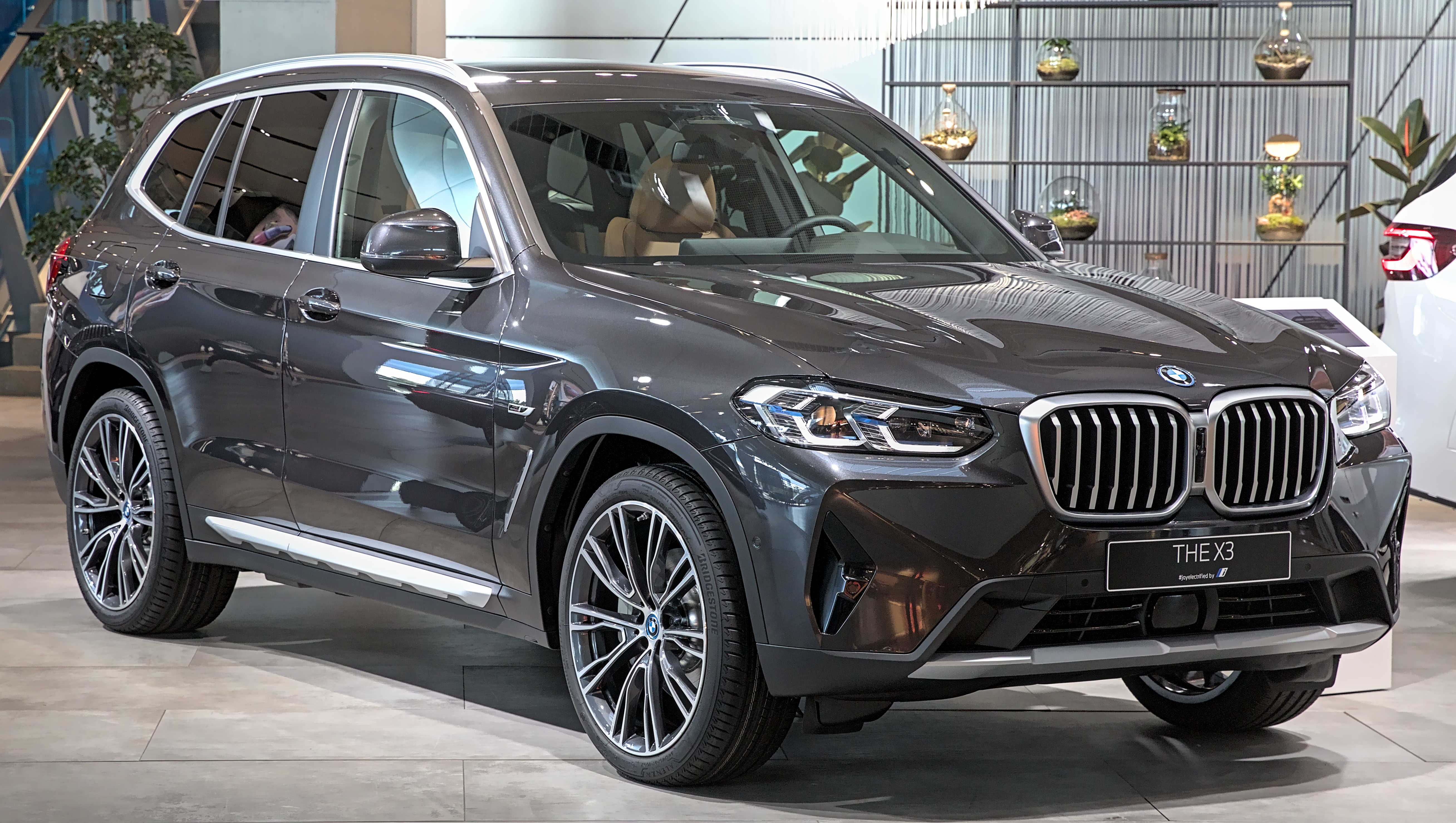
BMW X3 xDrive30e (depuis 2021)
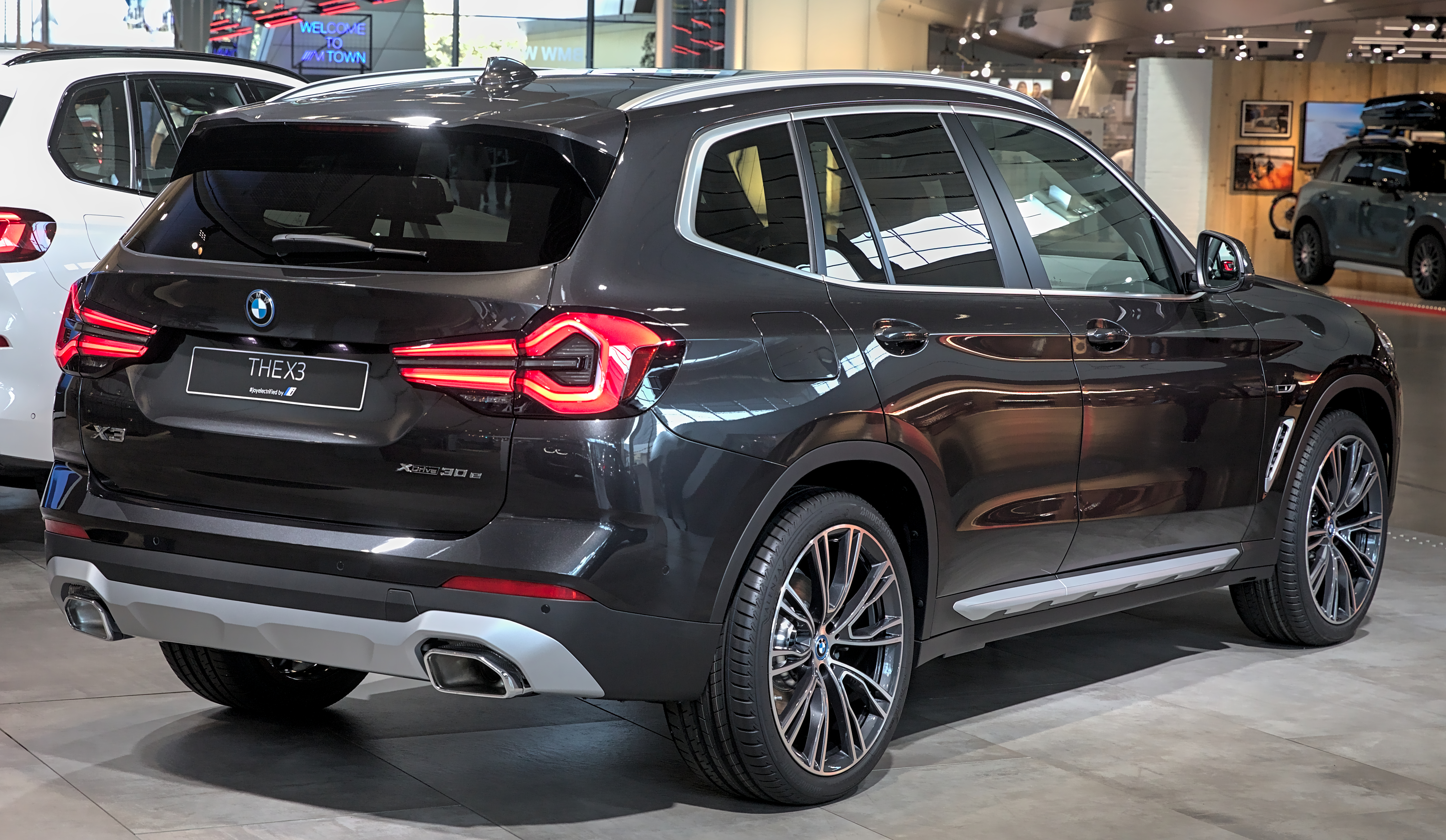
Vue arrière
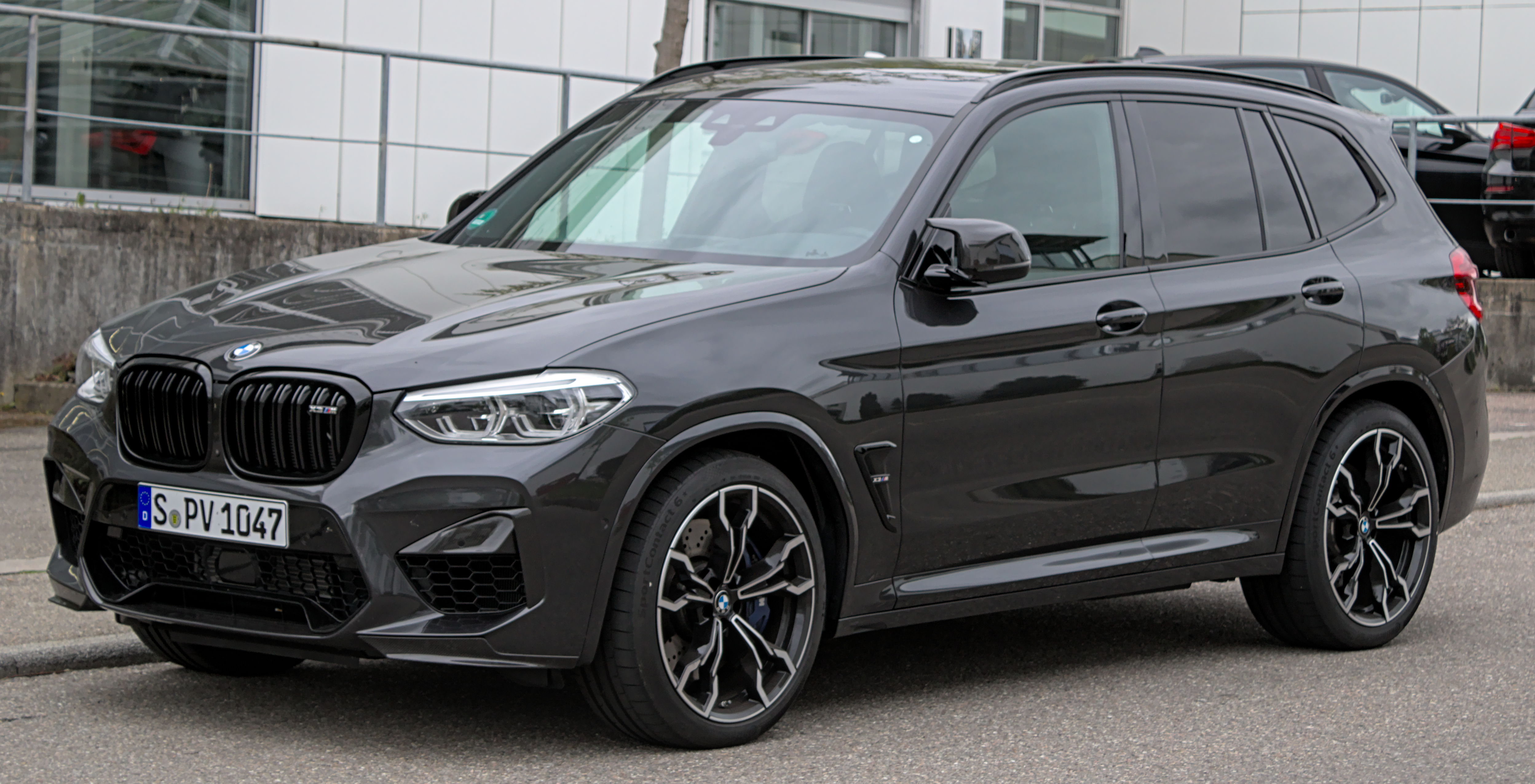
BMW X3 M Competition (2019–2021)
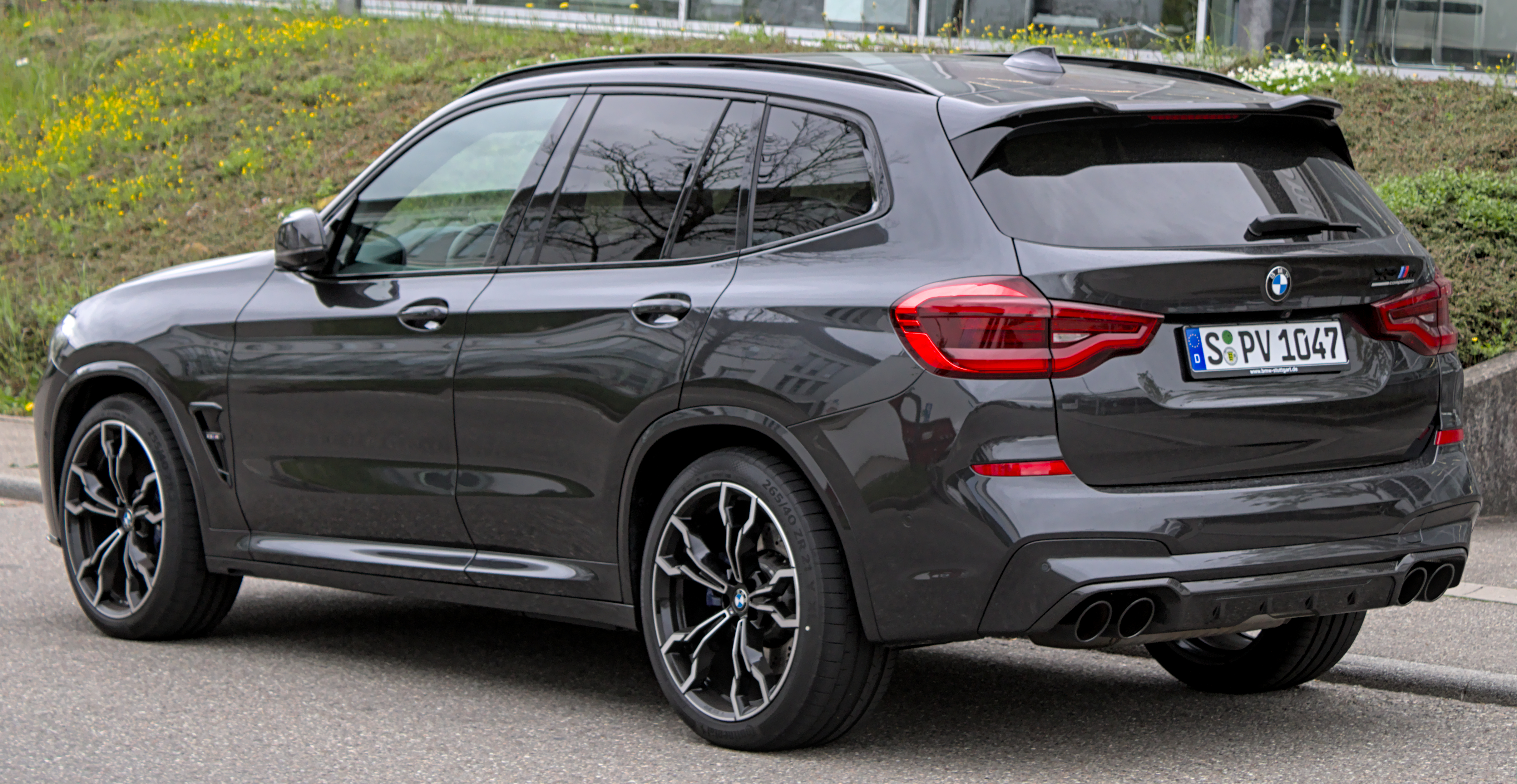
Vue arrière
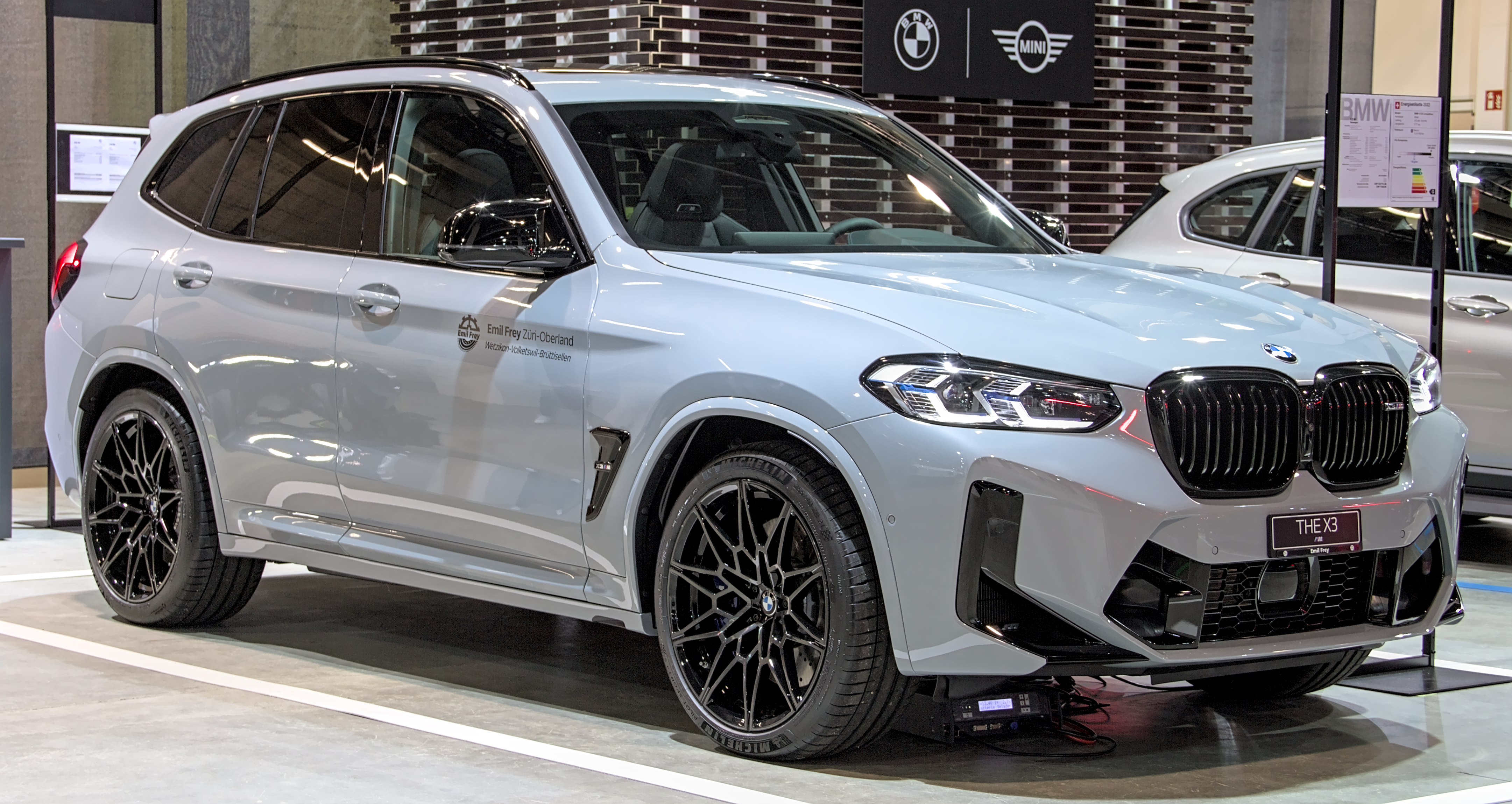
BMW X3 M (depuis 2021)
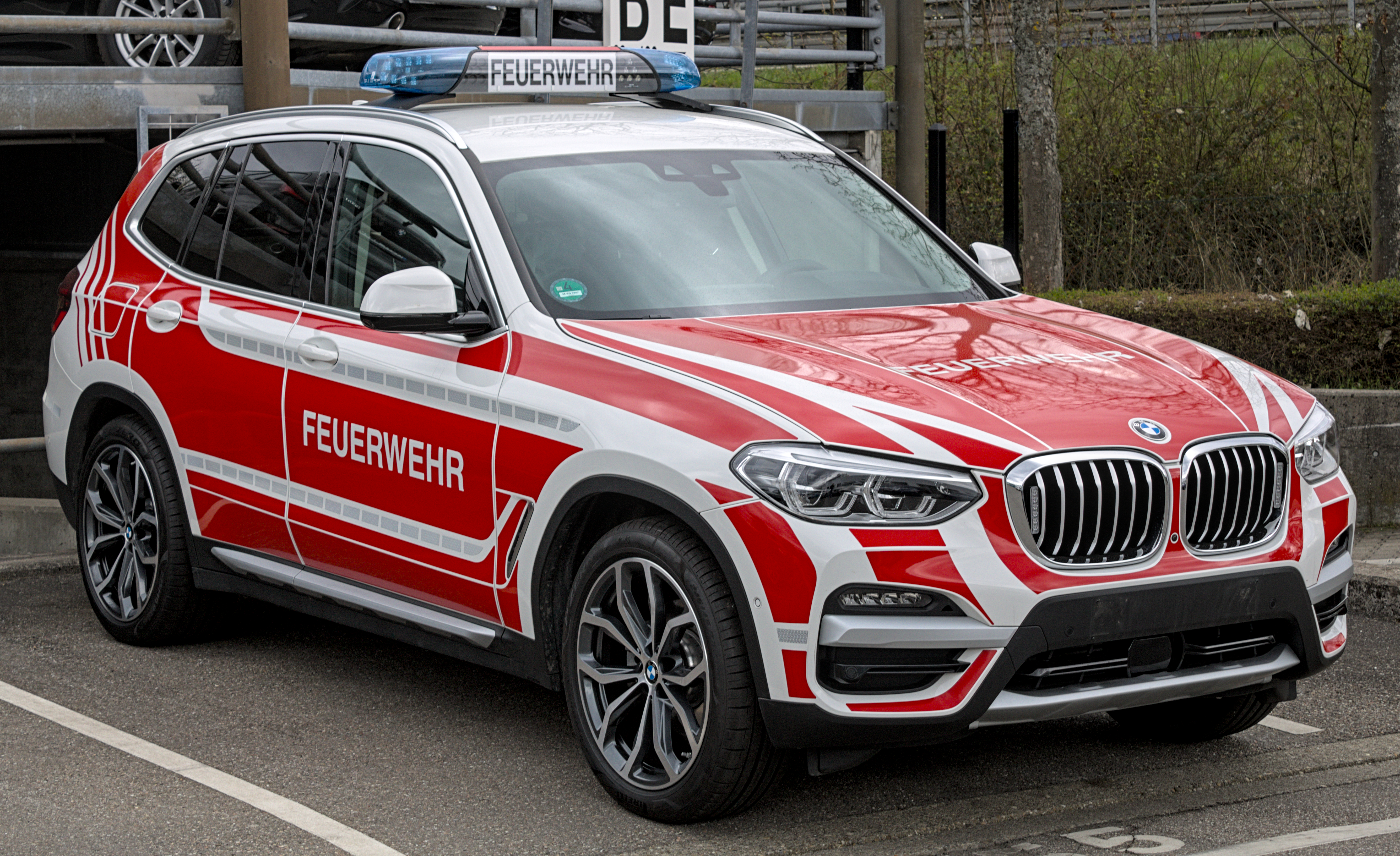
X3 en tant que véhicule d'urgence pour les pompiers

## Carrosserie
Par rapport au F25, le G01, qui repose sur la plate-forme CLAR de BMW, a grandi dans toutes les dimensions. Le coefficient de traînée est passé de 0,34 à 0,29 (0,32 pour le M40d). Le soubassement habillé et les lamelles de la grille d'aération, qui s'ouvrent ou se ferment selon le besoin en air de refroidissement, y contribuent. Malgré l'augmentation de la taille, le poids a été réduit de 55 kg grâce à l'utilisation de métaux légers tels que de l'aluminium pour le capot et les portes et de l’acier à haute résistance formé à chaud pour les zones structurelles. La version M a été renforcée; la jambe de force en forme de A est visible dans le compartiment moteur. Le poids à vide du X3 M est de 2 070 kg.
De plus, le poids est réparti uniformément entre les essieux avant et arrière (répartition du poids de 50/50). Le centre de gravité de l'iX3 est 7,5 cm plus bas que celui des modèles à combustion.
Le design provient de l'Australien Calvin Luk, qui a déjà conçu la deuxième génération du X1 et qui a également été chargé du design de la Z4 de troisième génération.
Les soi-disant haricots de l'iX3 sont fermés, comme sur le concept car, et ils réduisent ainsi davantage la résistance à l'air.

## Châssis
Comme les autres modèles avec la plate-forme CLAR, le X3 est doté d'un essieu arrière léger à cinq bras qui, contrairement à l'essieu avant, n'utilise pas d'aluminium. Tous les disques de frein sont ventilés.

## Moteurs
Tous les modèles, à quelques exceptions près (par exemple le sDrive18d du marché autrichien ou le sDrive20i qui n'est pas disponible en Europe), sont équipés de série de la transmission intégrale XDrive. Pour la première fois, une variante M Performance est disponible pour le X3 avec le M40i, il existe également depuis août 2018 une variante M Performance à moteur diesel, le M40d.
Le X3 M, disponible depuis 2019, utilise un moteur six cylindres en ligne de trois litres nouvellement développé, qui a une puissance maximale de 353 kW (480 ch) ou 375 kW (510 ch) avec la finition Competition.
Depuis août 2018, il existe également une version Alpina du X3, l'Alpina XD3 avec une puissance maximale de 285 kW.
L'unité d'entraînement du modèle hybride rechargeable xDrive30e se compose d'un moteur essence de deux litres d'une puissance maximale de 135 kW et d'un moteur électrique de 80 kW ; la puissance combinée du système est de 215 kW. Le véhicule peut atteindre une vitesse de pointe de 210 km/h avec les deux moteurs combinés et une vitesse de pointe de 135 km/h en mode purement électrique. La consommation d'énergie est de 2,1 à 2,4 l de Super au 100 km et de 16,4 à 17,2 kWh d'électricité au 100 km,.
Dans l'iX3 purement électrique, le moteur électrique synchrone ne nécessite aucune terre rare et il a un rendement de 93 %; le véhicule peut être rechargé de zéro à 80 % en 34 minutes avec un courant continu de 150 kW dans les stations de recharge rapide et il peut être rechargé en 10 minutes pour une distance de conduite de 100 km. Le dimensionnement de la batterie se traduit par un poids à vide du véhicule relativement favorable de 2 185 kg –2185.

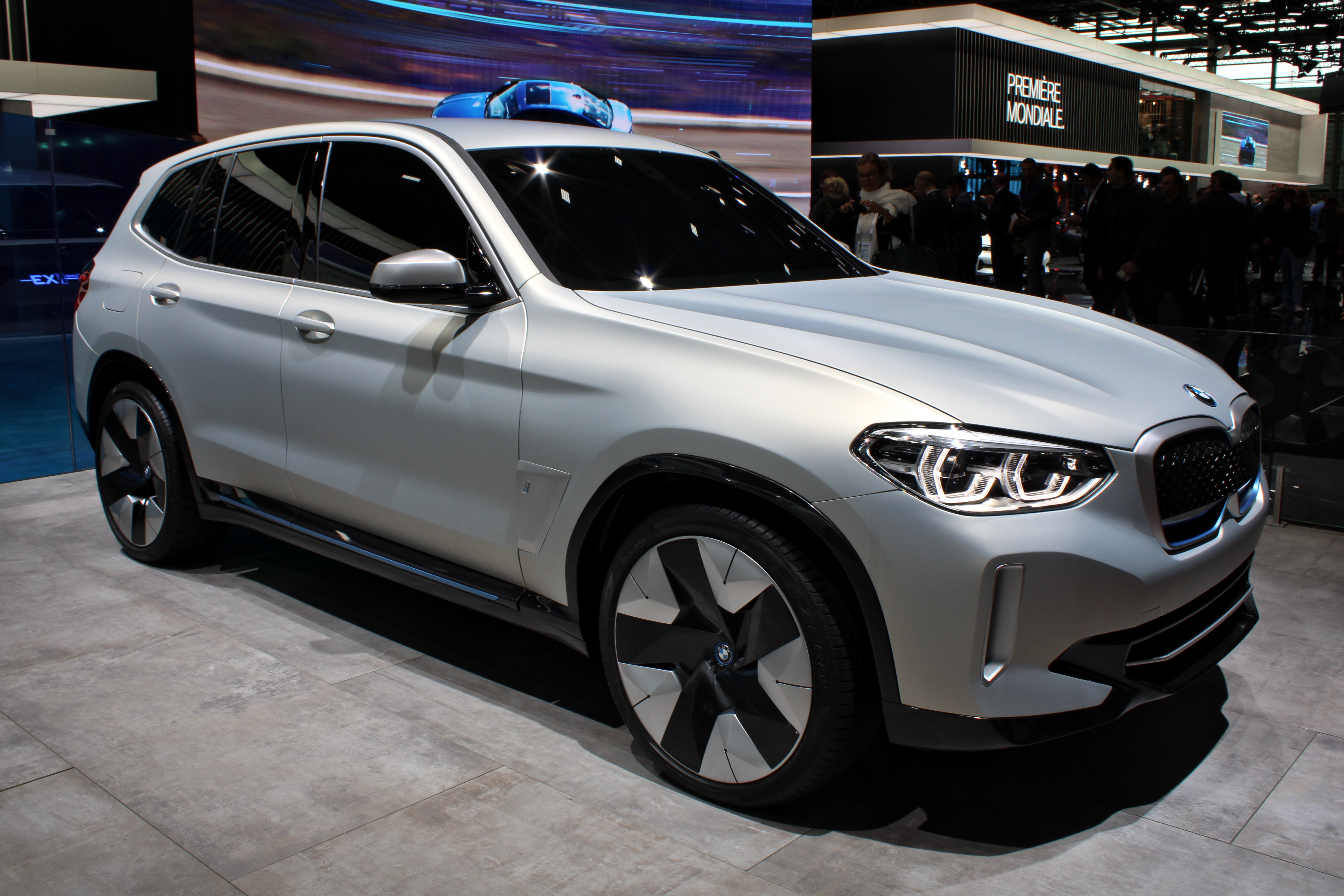
Concept BMW iX3 au Mondial de l'Automobile de Paris 2018.
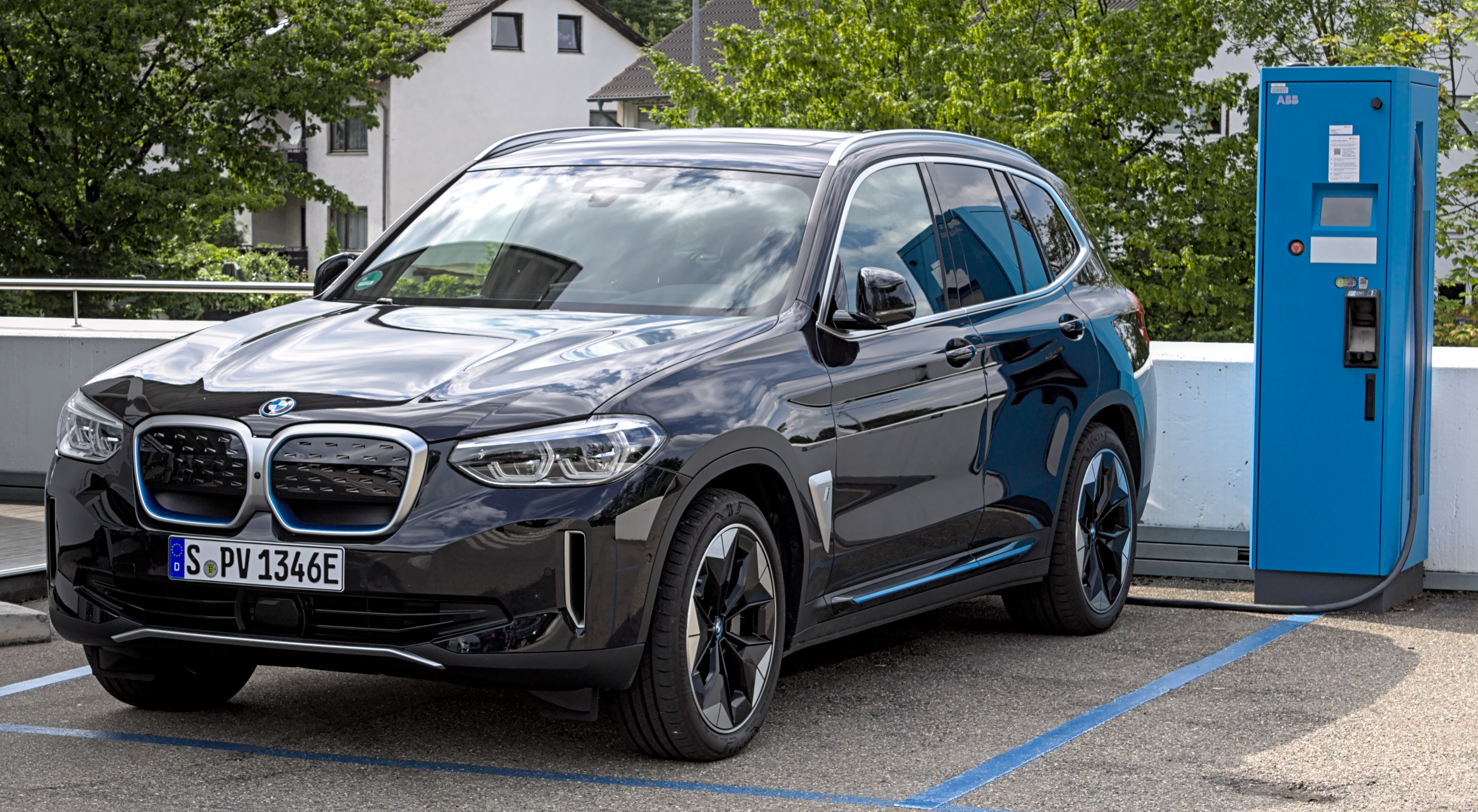
BMW iX3 (01/2021–09/2021).
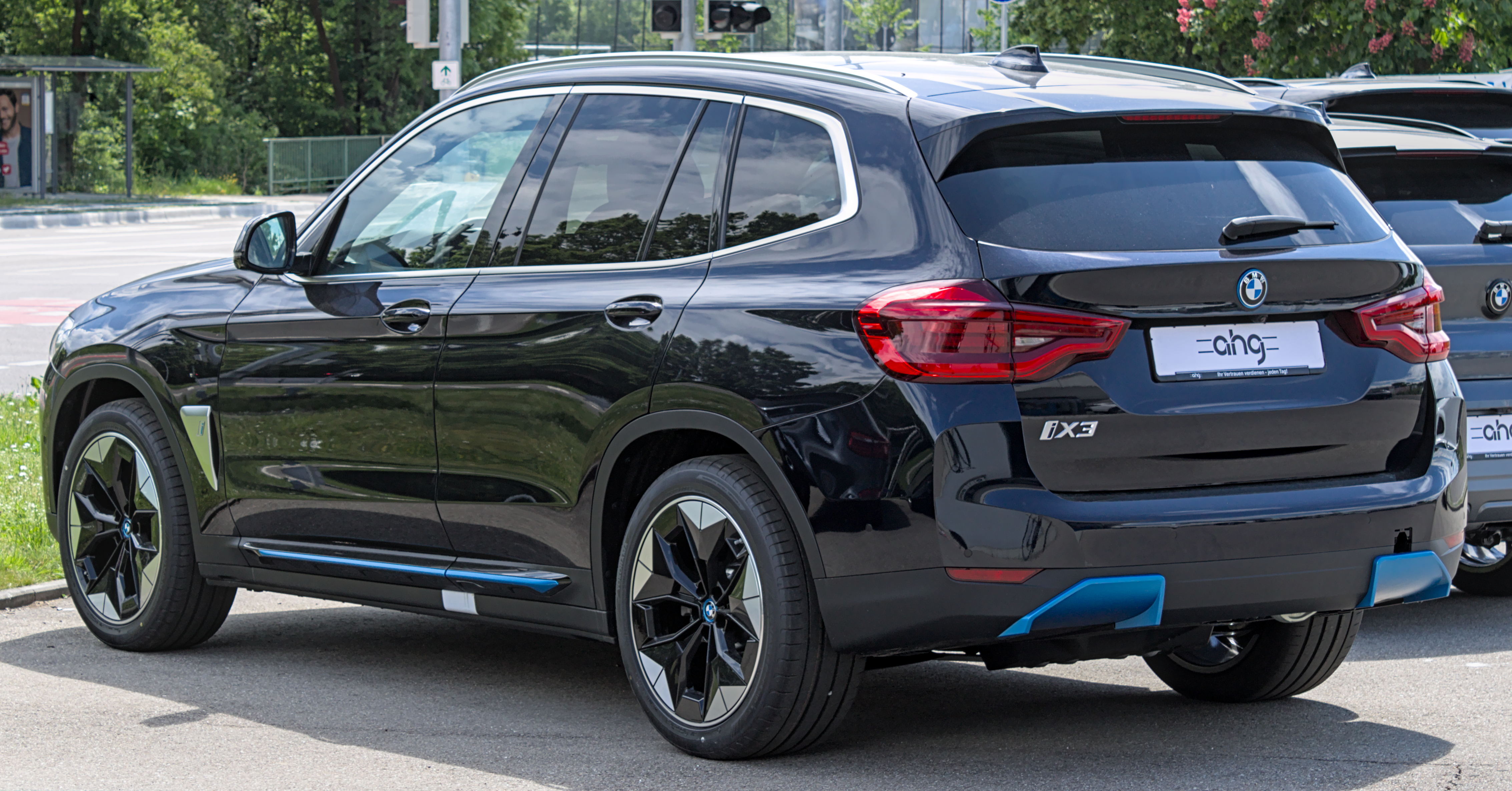
Vue arrière.
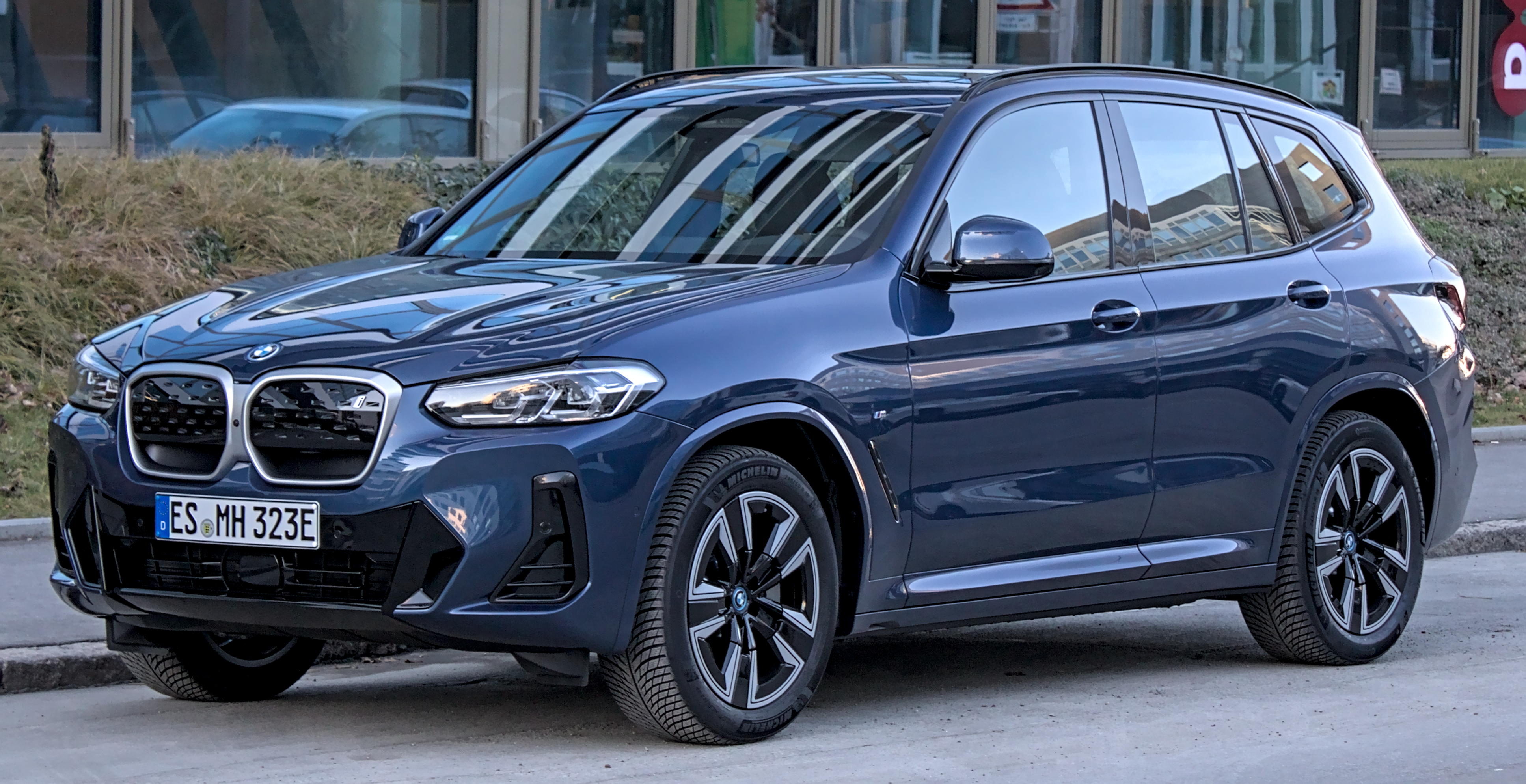
BMW iX3 relifté (depuis 09/2021).
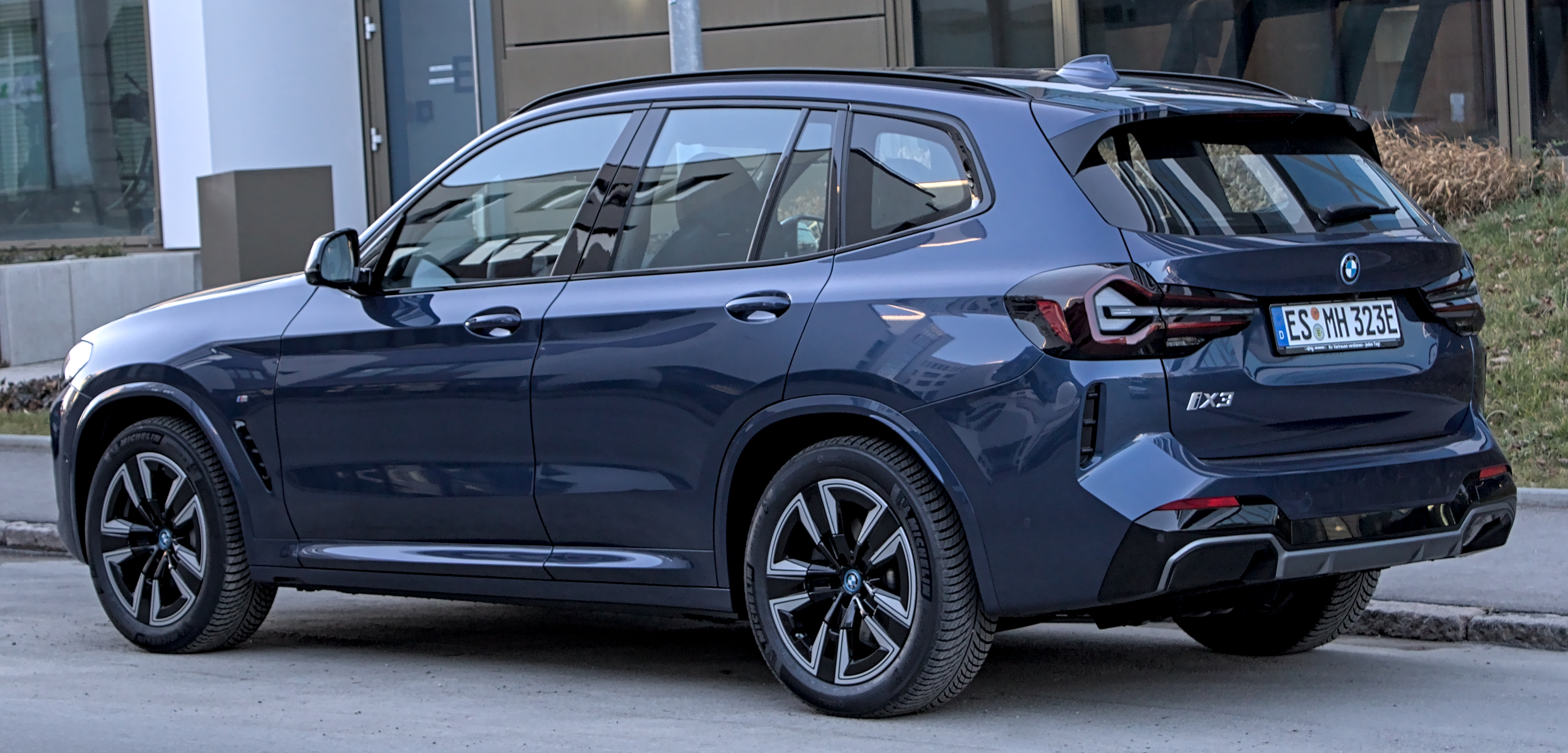
Vue arrière.